# Потік Голавецький
Потік Голавецький (пол. Potok Goławiecki') — річка в Польщі, у Берунсько-Лендзінському повіті Сілезького воєводства. Ліва притока Вісли, (басейн Балтійського моря).

## Опис
Довжина річки 9,81 км, найкоротша відстань між витоком і гирлом — 7,71 км, коефіцієнт звивистості річки — 1,28 , площа басейну водозбору 37,7 км². Формується багатьма безіменними струмками, загатами і частково каналізована.

## Розташування
Бере початок у місті Лендзіни. Тече переважно на південний схід і на південно-східній околиці міста Берунь впадає у річку Віслу.

## Цікаві факти
- У місті Берунь річку перетинає залізниця. На правому березі річки за 760,53 м розташована залізнична станція Новий Берунь, а на правому березі за 3,23 км — Хелм Шльонський.
- На правому березі річки розташована Асоціація рибальства «Піаст».[1]

## Галерея

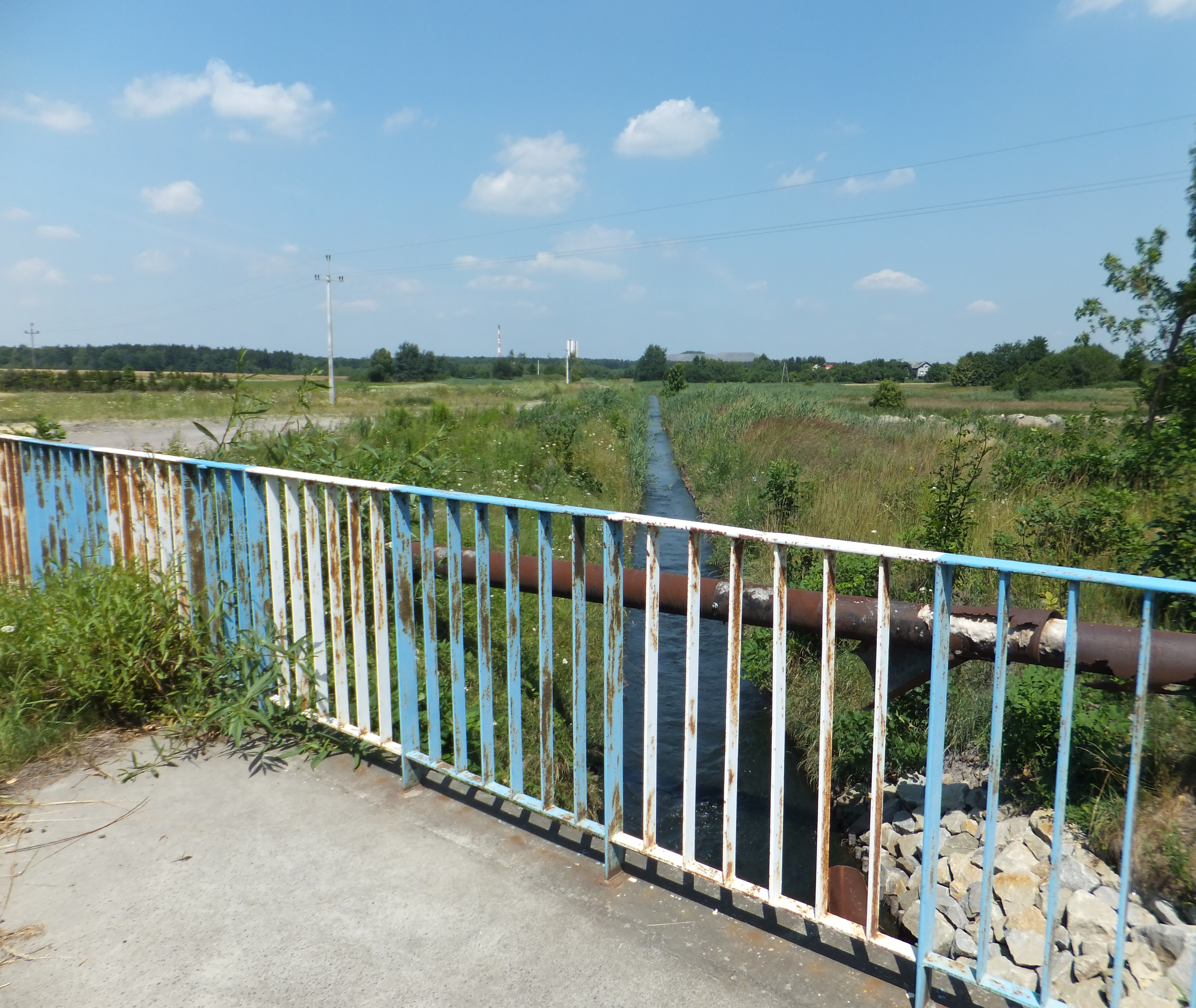